# Does decaydance
Does Decaydance es el álbum debut del cantante de Jazz Doug lanzado en 2008 por Decaydance Records. Cuenta con canciones originales de Fall Out Boy , Panic! At the Disco , Gym Class Heroes , Cobra Starship , The Academy Is... y The Hush Sound

## Lista de canciones
1. "Dance, Dance - Fall Out Boy
2. "But It's Better If You Do - Panic at the Disco
3. "Bring It (Snakes on a Plane) - Cobra Starship
4. "I Only Have Two Chances To Name My Own Tracks Here. I Hope I Don't Mess Them Up!
5. "Viva La White Girl - Gym Class Heroes
6. "Neighbors - The Academy Is...
7. "Did I Just Mess Up Naming My First Track?
8. "Time To Dance - Panic at the Disco
9. "Kids Are All F***ed Up, - Cobra Starship
10. "On My Own Time (Write On!) - Gym Class Heroes
11. "Slow Down - The Academy Is...
12. "Sweet Tangerine - The Hush Sound
13. "I've Got All This Ringing In My Ears And None On My Fingers - Fall Out Boy
14. "We Intertwined - The Hush Sound

## Sencillos
Dance, Dance
- Datos: Q5812345